# 馬蒂·麥佛萊
馬蒂·麥佛萊是回到未來系列的主角，由迈克尔·J·福克斯飾演，動畫系列中由David Kaufman配音，遊戲系列裏由A.J. Locascio配音。在2008年，馬蒂·麥佛萊被帝國雜誌選為最佳電影角色之一，排名第39。

## 角色背景
- 馬蒂於1968年6月12日在加州山谷市[2]的一個愛爾蘭裔的家庭出生。1985年，他喜歡玩結他和搖滾樂，亦擅長滑板。

## 家庭
- 馬蒂是家中最年幼的兒子，往上有哥哥和姐姐。有女友名叫珍妮花和科學家好朋友愛默·布朗博士。馬蒂覺得家庭令人丟臉因此留家的時間不多，寧願跟博士、珍妮花或他的樂隊隊友一起。但馬蒂由1955年回來後，他和家人的關係好轉，和父母不再疏遠，父親成為一位成功的作家。馬蒂也遇上了他的祖先：西密斯·麥佛萊和瑪吉·麥佛萊，他從祖先對話發現，西密斯有位已逝去的弟弟名叫馬丁。

電影裏沒有提及馬蒂和博士認識的經過，據第一集劇本的草稿記述，1983年，博士在馬蒂的車庫出現，請馬蒂清潔博士的車庫，每週的酬勞是50元美金，並免費啤酒和他的唱片收藏，但這解說不為大部份影迷接受。
2015年，馬蒂已和珍妮花結婚，並育有一對孿生子女：馬蒂·麥佛萊二世和瑪蓮·麥佛萊，於1998年4月28日出生。

## 回到未來
馬蒂是一名上學經常遲到的懶高中學生。他喜歡搖滾樂，並和朋友自組了一隊名為“針頭樂隊”的搖滾樂隊，參加樂隊選拔賽但被淘汰。他的父親性格懦弱，從少年時期就一直被畢夫·譚能刁難，他的母親十分保守，不喜歡主動的女孩子。馬蒂在他的時空生活得不太快樂。
1985年10月26日早上1時多，他的好友愛默·布朗博士向他展示他的新發明：迪羅倫時光機，碰巧一群來自利比亞的恐怖份子前來追討博士偷走用於驅動時光機的鈽，馬蒂為了躲避追殺而跳上時光機逃跑，意外地回到1955年11月5日。
他偶遇年輕時的父親喬治，干預了原本喬治和母親羅蘭相遇的歷史，令羅蘭轉而愛上了自己。他去找當時的博士，向他解釋他是來自30年後，博士原本不相信他，直至他道出博士頭部受傷的經過，博士才相信他。博士問他來到1955年後曾經遇上甚麼人，馬蒂驚見他的哥哥從他和兄姊的合照中逐漸消失，博士恍然若馬蒂再不修正歷史的話，他和姐姐也會接續消失。
馬蒂前往他的父母就讀的高中，介紹羅蘭給喬治認識，但她的眼中卻只有馬蒂，因此沒有理會喬治。博士驚悉羅蘭喜歡的人不是喬治，而是馬蒂。
馬蒂不停纏繞喬治，說服他帶羅蘭前去學校舞會。馬蒂想到「英雄救美」之策，自己要假裝佔羅蘭便宜，然後讓喬治救她，讓羅蘭轉而愛上喬治。但過程中被畢夫介入，馬蒂被困在一名結他手的車尾箱內，結他手替馬蒂解困時不慎割傷了手指，因此不能上台演奏。馬蒂眼見照片裏的兄姊逐漸消失，毛遂自薦當結他手，讓舞會能順利進行。
舞會中，羅蘭被另一名男生搶去，台上的馬蒂無法繼續演奏，他看見照片裏的自己正在消失，只能希望喬治會救羅蘭。幸好喬治最後救回羅蘭並相吻，馬蒂才能避免消失，馬蒂爭取在舞台上表演的機會，以其喜愛的歌曲《Johnny B. Goode》為舞會作終結。與父母道別後，馬蒂趕到鐘樓和博士合作，利用閃電協助時光機穿越時空，馬蒂終於回到了30年後，亦成功拯救1985年的博士免於被殺。
翌日，馬蒂醒來後，發現他的父親由一名懦弱的小上班族成為一位成功的科幻小說作家，其原本在快餐店打工的哥哥變成一位成功人士，而保守的母親亦變得開放，接受了珍妮花。正當馬蒂又驚又喜之時，博士突然出現，說馬蒂的小孩出了問題，要馬蒂帶同珍妮花趕到30年後挽救。

## 回到未來2
馬蒂、珍妮花和博士到達2015年10月21日的山谷市。馬蒂的兒子小馬蒂·麥佛萊被畢夫的孫子葛夫·譚能慫恿，與葛夫黨進行偷竊，小馬蒂婉拒不果，只好跟他們一起進行偷竊，最終小馬蒂被捕及判監15年，女兒瑪蓮·麥佛萊前去劫獄，結果被判監20年，博士把馬蒂帶來2015年的目的就是要阻止這一連串事件發生。馬蒂假扮小馬蒂來拒絕葛夫，經過一番爭鬥後，葛夫黨因為毀壞鐘樓而被捕，讓小馬蒂得以避免坐牢的命運，但馬蒂和小馬蒂的同時出現引起了2015年的畢夫的注意。馬蒂買了一本記錄由1950年至2000年的所有體育賽事結果的年鑒，打算在回到1985年後下賭注，博士斥責一番後把年鑒扔進了垃圾桶，卻被畢夫撿起。
昏睡了的珍妮花被警察送到2015年的馬蒂家，為免珍妮花碰上未來的自己，馬蒂和博士又去了2015年的馬蒂家，但最終珍妮花還是碰上了自己而驚訝至暈倒。未來的馬蒂因為30年前的一場車禍受傷而無法再彈結他，不能成為搖滾歌星，只好成為一名小上班族，又因為無法忍受被同輩看扁而作出違規行為被解僱，未來的馬蒂看著自己一直喜愛的結他很是沮喪。另一方面，馬蒂和博士及時帶走珍妮花回到30年前。
馬蒂回到1985年後發現所有事都改變了，山谷市變成了一個無法無天的賭場地獄，整個市鎮由畢夫管制，馬蒂的父親甚至在1973年3月15日被畢夫暗殺，馬蒂的母親成為畢夫的妻子並終日酗酒。馬蒂發現原來2015年的畢夫拿走了年鑒並偷走了時光機回到1955年把年鑒給了高中時期的自己，畢夫之後以年鑒下賭注成為一名富翁。馬蒂冒險問畢夫有關年鑒的事，被畢夫追殺，幸好博士及時來到，救了馬蒂後再一次來到了1955年。
馬蒂的打扮不能太引人注目，一方面避免碰上昨天的自己，另一方面較容易從畢夫的手中奪回年鑒。馬蒂一直留在畢夫的車上以等待機會奪回年鑒。馬蒂追蹤至學校，多次幾乎碰上自己，年鑒又被混亂，困難重重。馬蒂剛奪回年鑒後被畢夫黨發現，他們追尋至舞會，看見當時在舞台上演奏《Johnny B. Goode》的另一個馬蒂，打算等另一個馬蒂演奏完畢後揍他一頓。馬蒂為免另一個自己被擾而要令畢夫黨無法襲擊馬蒂，但又不能讓另一個馬蒂碰上自己，經過一番努力後終於成功。馬蒂在校門外看另一個自己和羅蘭道別的情景，卻因此給畢夫發現，馬蒂惹上麻煩，被畢夫發現他偷取了年鑒。馬蒂告訴博士，他們追蹤畢夫至隧道，馬蒂快要奪回年鑒時被畢夫發現，一場飆車追逐後，馬蒂成功奪回年鑒，又被畢夫追殺，最後博士前來拯救了馬蒂。
馬蒂燒毀年鑒後看見他的父親被謀殺的新聞變了，正當他們準備回到1985年時，一道閃電擊中了時光機，博士被送到1885年1月1日。博士消失後不久，一名郵差送來一封博士於70年前寫的信。另一方面，1955年的博士成功把馬蒂送回1985年10月26日，但馬蒂走了十多秒後又有另一個馬蒂前來找他，博士因此受驚過度而暈倒。

## 回到未來3
馬蒂把暈倒了的博士帶回博士家，醒來的博士對昨晚的事印象模糊，只記得送走了馬蒂回到未來，但又看見另一個自稱從未來回到1955年的馬蒂。馬蒂醒來後，博士被嚇到不知所措，馬蒂遂給博士看30年後的自己於70年前寫的一封信。博士協助馬蒂修理被埋在一個礦坑深處超過70年的時光機，馬蒂與博士道別後來到1885年9月2日。
到達1885年後，馬蒂被一群印第安人追殺，馬蒂把時光機駛進一個洞穴中。正當他準備離開洞穴時又被一隻熊追趕，馬蒂不顧一切地逃跑，結果滾下山崖，被他的祖先西密斯·麥佛萊救起。馬蒂醒來時發現自己身在麥佛萊農場。馬蒂撒謊自稱名叫「克林·伊斯威特」。西密斯熱情地款待馬蒂，但西密斯的妻子卻看不過眼，她認為他不應該對陌生人太好，但西密斯覺得自己應該幫助馬蒂並感到馬蒂好像是跟自己有血緣關係。
馬蒂前往建立之初的山谷市尋找博士，卻遇上同樣正在尋找博士的布福·譚能，馬蒂不小心得罪了布福而被布福追殺，幸好博士及時來到，馬蒂才免於被勒死。馬蒂告訴博士他將被布福射殺，墳墓上刻有「克萊拉·克萊頓」的名字，馬蒂堅信這是博士的女朋友。山谷市的市長來到，拜託博士去迎接一名新來的女教師克萊拉·克萊頓，博士大感驚訝，馬蒂更是得意，他想起珍妮花便擔心起來。馬蒂和博士一起修理時光機，油箱的破損令時光機不能行駛至時速88英里。馬蒂和博士嘗試了不同的方法推動時光機，在實地考察鐵路時，博士救了克萊拉，兩人一見鍾情。馬蒂和博士送克萊拉回家，博士久久仍未肯離開，馬蒂開始擔心克萊拉會影響博士，向博士暗示克萊拉對博士有意。
克萊拉找尋博士，並邀請博士去山谷市慶祝晚會，馬蒂擔心博士會答應，示意他拒絕，豈料博士一口答應，馬蒂也無可奈何。晚會上，馬蒂去看射擊遊戲，博士找到克萊拉，與她共舞。馬蒂試玩射擊遊戲，百發百中，推銷員很驚訝。馬蒂重遇他的祖先西密斯和瑪吉。馬蒂看見博士和布福又有麻煩，即出手救博士，布福看見是馬蒂，更是惱怒，馬蒂打算離開，被布福叫作「膽小鬼」，馬蒂忍受不了被看扁，答應布福的要求，星期一早上與布福一決勝負。博士責怪馬蒂胡亂答應布福，其他人卻很支持馬蒂，還送了一把槍給他。西密斯勸告馬蒂要顧念自己的將來，想起已經逝去的弟弟馬丁，馬丁因為無法忍受被看扁，最後被殺。馬蒂開始反思。
回到未來的前一天，馬蒂得知博士和克萊拉已墮入愛河，擔心克萊拉會影響博士作回到未來的決定。博士看見馬蒂帶着槍想起2015年的馬蒂，勸馬蒂不要因一時意氣而做錯決定，馬蒂對他的未來緊張起來。
星期一早上，馬蒂尋找博士，豈料博士喝醉了，馬蒂嘗試弄醒博士，但都不成功。布福提早來到，馬蒂更焦急。博士終於清醒，馬蒂想逃跑，被布福發現，挾持了博士。馬蒂找到一塊鐵板，以此護身。布福開槍射中馬蒂，馬蒂應聲倒地。西密斯大感失望離開，布福以為馬蒂已死，怎料馬蒂突然起來，布福一拳打向馬蒂，發現馬蒂以鐵板護身，根本沒有被射中。西密斯回來，馬蒂打敗布福。馬蒂把槍送給西密斯並道別後與博士前去截停火車。博士用火車推動時光機，博士去跟馬蒂會合，發現克萊拉在火車上，博士拯救克萊拉以致錯過了回到未來的唯一機會，馬蒂則成功回到1985年10月27日。
馬蒂回到1985年後，一輛火車正駛向著時光機，馬蒂及時逃出，時光機卻被撞毀，馬蒂慨嘆時光機被毀正如博士所願。馬蒂前去看珍妮花，她向馬蒂訴說自己做了一個關於未來的噩夢，馬蒂不慎說出事實。尼度來找馬蒂麻煩，要和馬蒂賽車，馬蒂想起博士的話，沒有和尼度賽車，馬蒂看見尼度差點撞車，慶幸自己沒有意氣用事。馬蒂和珍妮花去了時光機被撞毀的地方懷念博士，一輛蒸汽火車突然出現，原來是博士的時光火車，馬蒂大感驚喜。

## 名字
馬蒂在回到未來系列中致敬了許多名人和電影角色的名字，包括第一集的Calvin Klein(1955年)、第三集的Clint Eastwood(1885年)、遊戲系列的Michael Corleone、Harry Callahan和Sonny Crockett(1931年)

## 曾經到訪的年份/時空
馬蒂在第一集中到了1955年，回到1985年後，原本潦倒的父親成為成功作家，家境亦好多了。第二集中，他曾經到訪2015年、被畢夫改變的1985年和重遊1955年。第三集，他到訪了老西部年代的1885年，最後回到正常的1985年。遊戲系列中，他大部份時間都留在1931年，也到過畢夫黨欺霸的1985年和被艾德娜·史崔克蘭統治的1985年，更去了比第三集還遠的1876年。

## 外部連結
- （页面存档备份，存于）